# Associazione latinoamericana di integrazione
L'Associazione latinoamericana di integrazione (Asociación Latinoamericana de Integración), sigla ALADI, è una organizzazione internazionale regionale costituita nel 1980 con il Trattato di Montevideo, in sostituzione dell'Associazione latinoamericana di libero commercio.

## Obiettivi
L'Associazione latinoamericana di integrazione è stata costituita con lo scopo di:
- Ridurre ed eliminare gradualmente gli ostacoli al commercio reciproco tra i suoi paesi membri.
- Promuovere lo sviluppo di legami di solidarietà e cooperazione tra i popoli latinoamericani.
- Promuovere lo sviluppo economico e sociale della regione in modo armonioso ed equilibrato al fine di garantire un migliore tenore di vita ai suoi popoli.
- Rinnovare il processo di integrazione latinoamericano e stabilire meccanismi applicabili alla realtà regionale.
- Creare un'area di preferenze economiche con l'obiettivo finale di stabilire un mercato comune latinoamericano.

## Meccanismi dell'integrazione
ALADI promuove la creazione di un'area di preferenze economiche nella regione, con l'obiettivo finale di realizzare un mercato comune latinoamericano, attraverso tre meccanismi:
- Preferenza tariffaria regionale che si applica ai prodotti originari dei paesi membri rispetto alle tariffe vigenti per i paesi terzi[3].
- Accordi di portata regionale, comuni a tutti i paesi membri[3].
- Accordi di portata parziale, con la partecipazione di due o più paesi dell'area[3].

I paesi classificati come aventi un minore sviluppo economico relativo (PMDER) nella regione (Bolivia, Ecuador e Paraguay) godono di un sistema preferenziale. Attraverso le liste di apertura dei mercati che i paesi propongono a favore dei PMDER, programmi speciali di cooperazione (conferenze d'affari, pre-investimento, finanziamento, sostegno tecnologico), e misure compensative a favore dei paesi senza sbocco sul mare, si cerca una piena partecipazione di questi paesi al processo di integrazione. ALADI accoglie nella sua struttura giuridica i migliori accordi di integrazione subregionale, plurilaterale e bilaterale, che stanno emergendo sempre più nel continente. Di conseguenza, spetta all'Associazione – quale quadro istituzionale e normativo o "ombrello" dell'integrazione regionale – sviluppare azioni volte a sostenere e promuovere tali sforzi per farli convergere progressivamente nella creazione di uno spazio economico comune.

## Membri
Possono aderire tutti i paesi dell'America Latina. I paesi membri sono 13, il Nicaragua sta adempiendo le condizioni stabilite per diventare membro dell'Associazione.
- Argentina (1980)
- Bolivia (1980)
- Brasile (1980)
- Cile (1980)
- Colombia (1980)
- Cuba (1999)
- Ecuador (1980)
- Messico (1980)
- Panama (2012)
- Paraguay (1980)
- Perù (1980)
- Uruguay (1980)
- Venezuela (1980)

## Struttura istituzionale

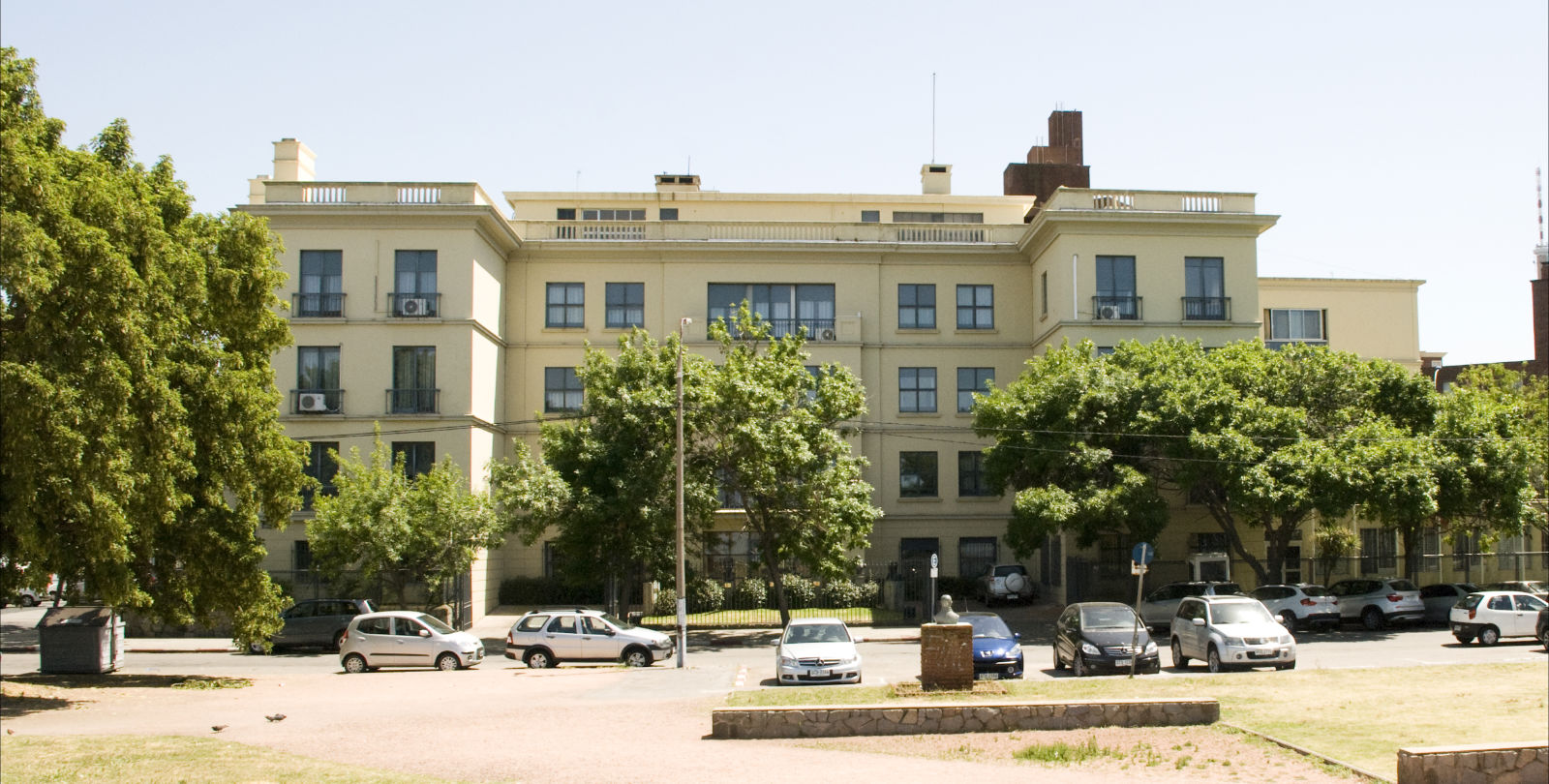
Sede dell'Associazione latinoamericana di integrazione a Montevideo

Secondo il Trattato fondativo, la struttura dell'Associaziione è composta da quattro organi:

### Consiglio dei ministri degli affari esteri
Il Consiglio dei ministri è l'organo supremo di ALADI e adotta le decisioni per la gestione politica del processo di integrazione. È composto dai Ministri degli affari esteri dei paesi membri; tuttavia, quando uno di tali Stati membri attribuisce la competenza in materia di integrazione a un diverso Ministro o Segretario di Stato, gli Stati membri possono farsi rappresentare, con pieni poteri, dal rispettivo Ministro o Segretario. Si riunisce su convocazione del Comitato dei rappresentanti e assume le decisioni in presenza di tutti i paesi membri.

### Conferenza di valutazione e convergenza
La Conferenza di valutazione e convergenza ha il compito, tra l'altro, di esaminare il funzionamento del processo di integrazione in tutti i suoi aspetti, di favorire la convergenza degli accordi di portata parziale, di ricercarne una progressiva multilateralizzazione e di promuovere azioni di maggiore portata in termini di integrazione economica. È composto dai plenipotenziari dei paesi membri.

### Comitato dei Rappresentanti
È l'organo politico permanente e il foro negoziale dell'Associazione, dove vengono analizzate e concordate tutte le iniziative volte a raggiungere gli obiettivi fissati dal Trattato. È composto da un Rappresentante permanente di ciascun Paese membro con diritto ad un voto e da un Rappresentante supplente. Si riunisce regolarmente ogni 15 giorni e le sue Risoluzioni sono adottate con il voto favorevole dei due terzi dei paesi membri.

### Segreteria generale
È l'organo tecnico di ALADI. Ha attribuzioni di proposta, valutazione, studio e gestione orientate al miglior raggiungimento degli obiettivi dell'Associazione. È composto da personale tecnico e amministrativo ed è diretto dal Segretario generale ed è coadiuvato da due Sottosegretari, eletti per un triennio, rinnovabile per lo stesso mandato.